# Ayenia stipularis
Ayenia stipularis är en malvaväxtart som beskrevs av Jules Émile Planchon och Triana. Ayenia stipularis ingår i släktet Ayenia och familjen malvaväxter. Inga underarter finns listade i Catalogue of Life.